# Roberto Baggio
Roberto Baggio (født 18. februar 1967 i Caldogno, Italien) er en tidligere professionel fodboldspiller fra Italien, der i sin aktive klubkarriere spillede for Vicenza Calcio, Fiorentina, Juventus, AC Milan, Bologna, Inter og Brescia (hvor han sluttede i 2004). Fra 1990 til 2004 var han repræsenteret på det italienske landshold 56 gange og fik scoret 27 mål.